# Martin Schirdewan
Martin Schirdewan (Berlino Est, 12 luglio 1975) è un politico tedesco.
È parlamentare europeo dall'8 novembre 2017 quando è subentrato al dimissionario Fabio De Masi venendo poi rieletto nel 2019. Dal luglio 2019 è copresidente del gruppo parlamentare della Sinistra Unitaria Europea/Sinistra Verde Nordica (GUE/NGL) e presso il magazine dell'associazione dei perseguitati dal regime nazista.

## Biografia
Martin Schirdewan è nato il 12 luglio 1975 a Berlino Est, nella Repubblica Democratica Tedesca, ed è nipote di Karl Schirdewan, noto politico della Germania dell'Est. Cresciuto in un ambiente politicamente consapevole, ha vissuto la sua infanzia nel contesto storico e sociale della Berlino divisa, il che ha probabilmente influenzato il suo interesse per la politica.
È laureato in scienze politiche alla Università libera di Berlino e ha lavorato come redattore per il quotidiano di stampo socialista Neues Deutschland.
Nel 2012 entra nel comitato direttivo del partito Die Linke e nel 2014 si candida alle elezioni europee, risultando il primo dei non eletti. Dopo le dimissioni di Fabio De Masi, eletto al Bundestag nel 2017, gli subentra come eurodeputato. Nel 2019 si ricandida al Parlamento Europeo venendo rieletto e per la nuova legislatura viene scelto come copresidente del gruppo parlamentare della Sinistra Unitaria Europea/Sinistra Verde Nordica, poi Gruppo della Sinistra.